# Buckhorn Weston
Buckhorn Weston är en ort och civil parish i Storbritannien.   Den ligger i kommunen Dorset och riksdelen England, i den södra delen av landet, 160 km väster om huvudstaden London. Buckhorn Weston ligger 72 meter över havet och antalet invånare är 356.
Terrängen runt Buckhorn Weston är platt. Runt Buckhorn Weston är det ganska tätbefolkat, med 108 invånare per kvadratkilometer. Närmaste större samhälle är Gillingham, 5,5 km öster om Buckhorn Weston. Trakten runt Buckhorn Weston består till största delen av jordbruksmark.